# Związek Zespołów Formuły 1
Związek Zespołów Formuły 1 (ang. Formula One Teams Association, w skrócie FOTA) – związek zrzeszający niektóre zespoły Formuły 1, zajmujący się dyskusją z Międzynarodową Federacją Samochodową (FIA) dotyczącą przyszłości Formuły 1. FOTA została utworzona 29 lipca 2008 roku podczas spotkania zespołów w Maranello we Włoszech. FOTA została rozwiązana 28 lutego 2014 roku.

## Władze
Przewodniczącym FOTA jest Martin Whitmarsh, szef zespołu McLaren. Zastąpił na tym stanowisku prezydenta Ferrari i całej grupy FIATa, Lukę Cordero di Montezemolo, pierwszego przewodniczącego Związku. Zastępcą przewodniczącego jest obecnie Éric Boullier (były szef zespołu Lotus Renault GP, a wcześniej Renault F1), Christian Horner (Red Bull) stoi na czele grupy roboczej od zagadnień sportowych, a James Allison (Lotus F1 Team) jest szefem grupy roboczej od spraw technicznych.
| Rok       | Szef                        | Zespół           |
| --------- | --------------------------- | ---------------- |
| 2009      | Luca Cordero di Montezemolo | Scuderia Ferrari |
| 2010–2014 | Martin Whitmarsh            | McLaren          |

## Członkowie
W sezonie 2009 do FOTA należały wszystkie startujące w Formule 1 zespoły. Dnia 19 czerwca 2009 roku FOTA ogłosiła, iż zamierza stworzyć własną serię wyścigową z powodu konfliktu z FIA, jednak 24 czerwca 2009 roku, po długich rozmowach doszły one do porozumienia, przez co rozłam w Formule 1 został zażegnany. Jego skutkiem było zawieszenie zespołów Force India i Williams, które, wbrew postanowieniom stowarzyszenia, przesłały formalne wnioski o udział w Formule 1 w sezonie 2010. Zespoły te zostały odwieszone 9 września 2009 roku.
Do FOTA zostały przyjęte także zespoły, które miały zadebiutować w sezonie 2010, tj. US F1 Team, Campos (późniejszy HRT F1 Team), Lotus (obecnie Caterham) i Manor (obecnie Marussia). Miejsce w Związku straciła Toyota (po ogłoszeniu opuszczenia Formuły 1 po sezonie 2009) oraz US F1 Team, któremu nie udało się wystartować w sezonie 2010.
10 stycznia 2011 roku zespół HRT podał informację, iż opuścił stowarzyszenie zespołów Formuły 1. Powodem odejścia było: Faworyzowanie dużych ekip, które otrzymują większą sumę pieniężną z praw telewizyjnych.
2 grudnia 2011 roku zespoły Ferrari oraz Red Bull poinformowały media o wysłaniu do FOTA listu z rezygnacją z członkostwa w stowarzyszeniu. Pięć dni później Sauber F1 Team również podjął decyzję o opuszczeniu FOTA.
| Zespół                 | Lata      |
| ---------------------- | --------- |
| Brawn GP/Mercedes      | 2009–2014 |
| BMW Sauber/Sauber      | 2008–2011 |
| Lotus/Caterham         | 2010–2014 |
| Force India            | 2008–2014 |
| Ferrari                | 2008–2011 |
| HRT                    | 2010      |
| Virgin Racing/Marussia | 2010–2014 |
| McLaren                | 2008–2014 |
| Red Bull Racing        | 2008–2011 |
| Renault/Lotus          | 2008–2014 |
| Toro Rosso             | 2008–2011 |
| Williams               | 2008–2014 |